# Kunstskøjteløb under vinter-OL 2018
Kunstskøjteløb under vinter-OL 2018 blev arrangert på Gangneung Ice Arena mellem 9. og 23. februar 2018. Der blev konkurreret i fem øvelser, de samme øvelser som under vinter-OL 2014.

## Medaljer

### Medaljefordeling
| Kunstskøjteløb under vinter-OL 2018 – Pyeongchang | Kunstskøjteløb under vinter-OL 2018 – Pyeongchang | Kunstskøjteløb under vinter-OL 2018 – Pyeongchang | Kunstskøjteløb under vinter-OL 2018 – Pyeongchang | Kunstskøjteløb under vinter-OL 2018 – Pyeongchang | Kunstskøjteløb under vinter-OL 2018 – Pyeongchang |
| ------------------------------------------------- | ------------------------------------------------- | ------------------------------------------------- | ------------------------------------------------- | ------------------------------------------------- | ------------------------------------------------- |
| Nr.                                               | Land                                              | Guld                                              | Sølv                                              | Bronze                                            | Totalt                                            |
| 1                                                 | Canada                                            | 2                                                 | 0                                                 | 2                                                 | 4                                                 |
| 2                                                 | Olympiske atleter fra Rusland                     | 1                                                 | 2                                                 | 0                                                 | 3                                                 |
| 3                                                 | Japan                                             | 1                                                 | 1                                                 | 0                                                 | 2                                                 |
| 4                                                 | Tyskland                                          | 1                                                 | 0                                                 | 0                                                 | 1                                                 |
| 5                                                 | Kina                                              | 0                                                 | 1                                                 | 0                                                 | 1                                                 |
| 5                                                 | Frankrig                                          | 0                                                 | 1                                                 | 0                                                 | 1                                                 |
| 7                                                 | USA                                               | 0                                                 | 0                                                 | 2                                                 | 2                                                 |
| 8                                                 | Spanien                                           | 0                                                 | 0                                                 | 1                                                 | 1                                                 |
| Total                                             | Total                                             | 5                                                 | 5                                                 | 5                                                 | 15                                                |

### Medaljevindere
| Event         | Guld | Guld      | Sølv | Sølv   | Bronze | Bronze |
| ------------- | --- | --------- | --- | ------ | --- | ------ |
| Single herrer | Yuzuru Hanyu · Japan | 317.85    | Shoma Uno · Japan | 306.90 | Javier Fernández · Spanien | 305.24 |
| Single damer  | Alina Zagitova · Olympiske atleter fra Rusland                                                                                    | 239.57    | Evgenia Medvedeva · Olympiske atleter fra Rusland | 238.26 | Kaetlyn Osmond · Canada | 231.02 |
| Parløb        | Aliona Savchenko / Bruno Massot · Tyskland                                                                                        | 235.90    | Sui Wenjing / Han Cong · Kina | 235.47 | Meagan Duhamel / Eric Radford · Canada | 230.15 |
| Isdans        | Tessa Virtue / Scott Moir · Canada                                                                                                | 206.07 WR | Gabriella Papadakis / Guillaume Cizeron · Frankrig | 205.28 | Maia Shibutani / Alex Shibutani · USA | 192.59 |
| Hold          | Canada (CAN) · Patrick Chan · Kaetlyn Osmond* · Gabrielle Daleman** · Meagan Duhamel / Eric Radford · Tessa Virtue / Scott Moir · | 73        | Olympiske atleter fra Rusland (OAR) · Mikhail Kolyada · Evgenia Medvedeva* · Alina Zagitova** · Evgenia Tarasova / Vladimir Morozov* · Natalia Zabiiako / Alexander Enbert** · Ekaterina Bobrova / Dmitri Soloviev | 66     | USA (USA) · Nathan Chen* · Adam Rippon** · Bradie Tennell* · Mirai Nagasu** · Alexa Scimeca Knierim / Chris Knierim · Maia Shibutani / Alex Shibutani | 62     |

^ Kunstskøjteløbere, der kun konkurrerede i det korte program/dans.

^ Kunstskøjteløbere, der kun konkurrerede i den frie program/dans.